# Populus beijingensis
Populus beijingensis là một loài thực vật có hoa trong họ Liễu. Loài này được W.Y. Hsu miêu tả khoa học đầu tiên năm 1982.